# Parc des Échelles
Le Parc du château des Échelles est un jardin anglais situé à Ambérieu-en-Bugey dans l'Ain.

## Présentation
Le parc des Échelles est un jardin anglais situé autour du château des Échelles, datant du XIXe siècle dans le quartier de Vareille, à Ambérieu-en-Bugey. Il est l’œuvre du paysagiste Luizet, d'Écully. Le château a vu grandir Amédée Bonnet, futur chirurgien en chef de l'Hôtel-Dieu de Lyon.

## Classement
Le parc a été classé jardin remarquable par l'inventaire général du patrimoine culturel mais a perdu ce label.

## Utilisation
Le château est devenu en 2011 un centre de vacances ou de loisirs et à ce titre, le parc est agrémenté de jeux pour les enfants.
Jusqu'en 2006, le parc a accueilli le festival Jazz dans le parc pour sa 13e et dernière édition.